# Секеринский, Пётр Васильевич
Пётр Васильевич Секеринский (17 июля [29 июля] 1837 год — 8 апреля [21 апреля] 1907 год) — деятель российских спецслужб, генерал-лейтенант Отдельного корпуса жандармов.

## Биография
Родился 29 июля 1837 года в Варшавской еврейской семье, из кантонистов.
В службу вступил в 1854 году после окончания Варшавского реального училища, в 1863 году после окончания Военно-топографического училища произведён в прапорщики и определён на службу по Корпусу военных топографов, с 1863 года участник Польской компании.
С 1865 года переведён в Отдельный корпус жандармов с назначением обер-офицером Варшавского жандармского дивизиона. В 1866 году произведён в поручики, в 1872 году в штабс-капитаны. С 1872 года помощник начальника жандармского управления Варшавского, Новоминского и Радиминского уездов Варшавской губернии. С 1878 по 1880 годы — начальник жандармского управления Лодзинского, Равского и Брезинского уездов в Царстве Польском. В 1879 году произведён в капитаны, в 1882 году в майоры. В 1884 году переименован в подполковники.
С 1885 года врид начальника, с 1888 года — начальник Санкт-Петербургского охранного отделения. В 1888 году произведён в полковники. С 1897 года назначен начальником Санкт-Петербургского губернского жандармского управления. В 1898 году произведён в генерал-майоры. 18 июня 1904 года произведён в генерал-лейтенанты с увольнением в отставку.
Умер 8 апреля 1907 года в Санкт-Петербурге.

## Награды
Был награждён всеми наградами Российской империи вплоть до ордена Святого Станислава 1-й степени пожалованного ему в 1901 году.